# Philipp Müller (Fußballspieler, 1995)
Philipp Sven Müller (* 3. März 1995 in Hamburg) ist ein deutscher Fußballspieler.

## Karriere

### Vereinskarriere
Müller begann seine Karriere in der Jugend des Glashütter SV und Eintracht Norderstedt. Später wechselte er in die Jugend des Hamburger SV. Nach 18 Ligaspielen mit 7 Toren in der U-17 und fünf Ligaspielen in der U-19 wechselte er 2012 zur U-19 des VfL Wolfsburg. Dort absolvierte er in der A-Junioren Bundesliga Nord/Nordost 43 Spiele, wobei ihm 19 Tore gelangen.
Zur Bundesliga-Saison 2014/15 wechselte er zurück zum Hamburger SV und unterschrieb dort einen Profivertrag bis zum Sommer 2016, wurde jedoch nur in der zweiten Mannschaft eingesetzt.
Im Sommer 2016 wechselte er zum SV Wehen Wiesbaden. Seinen ersten Profieinsatz hatte Müller am ersten Spieltag der neuen Saison 2016/17. Sein auslaufender Vertrag wurde im Sommer 2018 nicht verlängert, woraufhin er sich dem Ligakonkurrenten Preußen Münster anschloss. Sein dort bis Juni 2019 gültiger Vertrag wurde im Frühjahr nicht verlängert. Im ersten Halbjahr 2020 spielte Müller für den FC Viktoria 1889 Berlin in der Regionalliga Nordost. Nach anderthalb Jahren in Berlin, schloss er sich im Sommer 2021 dem Nord-Regionalligisten Eintracht Norderstedt an.